# Eugenia Miron
Eugenia Miron (n. 25 noiembrie 1992, Rusia) este o fotbalistă din Republica Moldova, de origine rusă, care joacă în poziția de mijlocaș. A făcut parte din echipa națională de fotbal feminin a Republicii Moldova.

## Carieră internațională
Miron a făcut parte din selecționata de seniori a Moldovei în timpul calificărilor la Campionatul Mondial de Fotbal Feminin 2019⁠(d).